# 工党党魁 (英国)
工黨黨魁（英語：Leader of the Labour Party）是英國工黨的領導人，負責制定及推廣工黨的競選方針及施政理念。
黨魁一職成立於1922年（前稱為國會工黨主席），現時由工黨黨員「一人一票」選舉產生。鑒於英國的兩黨制，近代的工黨黨魁多數會成為首相或反對黨領袖，並在下議院內帶領其內閣或影子內閣。
現任工黨黨魁為英國首相施紀賢，自2020年4月4日起就任。

## 歷史
1906年大選，工黨首次有候選人當選成為國會議員，並籌組其下議院黨團：國會工黨。該黨在進入英國的主流政治勢力之前，黨務皆由國會工黨主席領導。直至1922年，工黨才正式成立黨魁一職。
1921年，約翰·羅伯特·西里斯成为首位在英格兰出生的工党党魁；在此之前，所有的党魁都出生于苏格兰。1924年，拉姆齐·麦克唐纳成为第一位工党首相，领导一个少數派政府。1945年，克莱门特·艾德礼成为第一个领导多數黨政府的工黨首相。第一位出生于威尔士的党魁是尼尔·基诺克，他在1983年大选后当选。迄今为止，最成功的工党党魁是托尼·布莱尔，他在1997年大选、2001年大选（两次压倒性胜利）以及2005年大选连续三次获胜，和哈罗德·威尔逊，他有争议的赢得了五次大选中的三次，分别是1964年大选、1966年大选和1974年10月大选。
2015年5月8日工黨副黨魁哈莉特·哈曼接替2015年英国大选中失败的爱德·米利班德代理党领袖。2015年9月12日，她交棒给赢得2015年英國工黨黨魁選舉的杰里米·科尔宾。安杰拉·雷纳是现任工黨副黨魁，与科尔宾同一天当选。科尔宾的领袖地位在2016年中受到挑战，但他再次赢得了2016年英國工黨黨魁選舉。2019年英國大選中工党严重失利，科尔宾因此宣布辞职。2020年4月4日，赢得2020年英國工黨黨魁選舉的施紀賢接任党魁。

## 選舉辦法
与其他英国政党党魁不同，工党党魁没有权力解雇或任命其副手。正副党魁都是通过排序复选制选举产生的。自2015年英國工黨黨魁選舉起，現代黨魁選舉是實行的“一人一票”制：黨員及附屬組織成員的每張票數份額相同。國會議員和欧洲议会议员的选票不再分开计算，虽然候选人需要得到15％的工党国会议员的支持，才能获得候选人资格。
工党党魁一职於1922年建立后，其选举延续国会工党主席的选举方式：由本党下院议员秘密投票产生；仅下院议员可参选，参选者须获一名提议者和一名附议者的提名；后两者也须是下院议员，并具实名。每名议员投一票，获绝对多数票者当选；选举程序实行多轮末位淘汰制，即得票最少的候选人或票数相加不及前一者的最后两名候选人淘汰，重复进行多轮，直至绝对多数得票的一名候选人产生；工党在野时皆按此程序选举党魁，而执政时则不举行党魁选举，以维护党的团结。只有1976年工党执政时哈罗德·威尔逊退休，随即选举了党魁选举。这种选举制度的劣势是权力过于集中于小圈子，当选党魁容易受到国会外的党内势力反对，难以代表全党。
1960年代以后工党内部左右翼之间斗争激烈，党魁制度更是双方斗争的焦点。1970年代工党执政危机加剧，引发“不满的冬天”和1979年英国大选的惨败。党内左翼认为失败的原因是威尔逊和卡拉汉的右翼政策导致，主张回到工党的基本教义、扩大工会权利、贯彻社会主义、设立党魁选举团。1979年左翼人物迈克尔·富特当选党魁，左翼拥有了改变党魁选举制度的政治实力。1980年11月24日工党在温布利召开专门会议。决定该问题，会上形成了四种意见，第一、选举团按照「国会党团：选区工党：附属组织」（包括苏格兰工党和工党附属工会）「3:3:4」的代表比例分配；第二、按照国会党团、选区工党、附属组织各占三位之一的比例分配；第三、按照「国会党团：选区工党：附属组织」的「2:1:1」的比例分配；第四，选举团由所有个人党员组成党魁通过选举团选举产生。最终确立了第一种方案。提名制度变更为：提名须获被提名人书面同意，并获5%的工党下院议员支持，提名组织和支持提名的议员具实名。此外，当工党执政时，如有候选人获提名，还须经三分之二的年会代表同意方能进行党魁选举。在投票原则方面，选举团各组成部分之间有所差异：国会党团部分实行一人一票制；选区工党部分实行集体投票制，即每个选区只有一张选票；工会及附属组织部分实行比例投票制，每千名缴纳政治基金的会员拥有一张选票。此即为新选举制。这一制度加强了大大工会的力量，而由于工会为集体票，长期以来的集权化导致工会领袖得以使其个人意愿代表全体工会会员的意愿，演变为工会领袖的权力和影响力上升。
此举引发党内右翼强烈不满，工党分裂，部分右翼人士出走建立社会民主党。许多党员和选民对工党深感失望，富特上任三年流失党员达70万人。1983年大选工党仅获得846万张选票，得票率仅为27%，第二大政党地位险些不保。富特引咎辞职。尼尔·基诺克在新选举制下以「国会党团：选区工党：附属组织」「9.3%、91.5%和72.6%」的得票率、72%的总得票率当选党魁。当时工党危机重重，走上改革之路。基诺克上任后，面对强硬左翼和极端左翼给工党带来的负面影响，以温和左翼的立场联合右翼，与强硬左翼和极端左翼展开了激烈的斗争。由于当时党魁选举制度对左翼有利，为了平衡左右势力化解党内矛盾，基诺克提在选区工党部分实行党员一人一票制的投票原则，扩大相对温和的基层党员的政治势力以削弱左翼的力量。但该动议未能在年会上通过。1988年极左翼代表人物托尼·本恩挑战基诺克惨败，标志着极左式微，基诺克趁机将党魁候选人的国会党团成员门槛从5%上调至20%，以排除极端候选人，维护党的团结；其次，在选举团中的选区工党部分，其缴纳党费党员中实行一人一票的投票原则，但在票额归属问题上，仍坚持“赢者全得”原则，即获得该选区票数最多的候选人将获得该选区全部选票。最终1989年年会通过了这些提案，1991年又将工党欧洲议会议员纳入到选举团的国会党团部分。
1992年工党未能取得执政地位，基诺克下台。约翰·史密斯上台，他意识到，工党若想重夺政柄必须拉开与工会的距离。史密斯决心调整工会在选举团中的票额比重以及在选举团工会部分推行一人一票制投票原则。工会联合检查小组对于调整工会票额比重问题提出建议，将原来国会党团、选区工党、工会及附属组织票额的比例由30%、30%、40%调整为三者均占三位之一，工会同意了这种调整。但由于一人一票制投票原则的推行会严重制约工会领袖在党内事务和决策上的影响，受到来自工会领袖方面大力反对。史密斯坚决推行改革并不惜以辞职为代价，同时又释出对工会的就业利好。该案最终以微弱优势获得年会通过成为制度。新制度不仅吸纳了史密斯的两个重要主张，还废除了选区工党和工会及附属组织的“赢者全得”原则 ，候选人所获总票数由其在各选举部分所得选票数依比例换算相加而来。而党魁候选人提名门槛由20%下调至12.5%，工党执政时的党魁挑战由年会同意则保留。该制度一直实行至2014年。新制度使参与党魁选举的人由原来的几百最多数千个党员积极分子扩大到数百万普通党员。
2010年大选工党结束13年执政失败下野，新黨魁文立彬顺应党内改革呼声，在党魁选举提出调整：废除了选举团制度，实行彻底的一人一票制，同时实施注册支持者制度。即使不是工党党员，只要在网上注册为工党的支持者，都可以参加工党党魁选举的投票。这些举措意在社会和选民群众中塑造起具有吸引力和认同感的政党形象，将工党的组织根蔓深入到社会基础的土壤中。
2015年米利班德大选失利下台，左翼人物杰里米·科尔宾上台，暴露出米利班德选举制度的弊端：边缘人物可以凭支持者（甚至不是工党党员）之力问鼎党魁之位，即使没有大多数党内精英的支持。科尔宾正是刚刚跨过候选人资格门槛却在全体得票率上远远领先其他候选人并当选的。这引发了工党的团结危机。然而科尔宾领导工党在2017年大选中获得263个议席和超过40%的得票率。

## 歷任列表
以下是自1906年起的歷任工黨黨魁（包括署理黨魁）。
| 任          | 姓名 （生卒年份）                    | 肖像                         | 國會選區                 | 上任日期       | 卸任日期                 | 任期時間  | 首相 | 首相                       |
| ----------- | ------------------------------------ | ---------------------------- | ------------------------ | -------------- | ------------------------ | --------- | ---- | -------------------------- |
| 1           | 凯尔·哈第 (1856–1915)                |                              | 梅瑟蒂德菲尔             | 1906年2月17日  | 1908年1月22日            | 1年339天  |      | 亨利·甘贝尔-班纳曼 1905–08 |
| 2           | 阿瑟·亨德森 (1863–1935) (第一次)     |                              | 巴纳德城堡               | 1908年1月22日  | 1910年2月14日            | 2年23天   |      | 亨利·甘贝尔-班纳曼 1905–08 |
| 2           | 阿瑟·亨德森 (1863–1935) (第一次)     | H·H·阿斯奎斯 1908–16         | 巴纳德城堡               | 1908年1月22日  | 1910年2月14日            | 2年23天   |      |                            |
| 3           | 喬治·巴恩斯 (1859–1940)              |                              | 格拉斯哥黑修士和哈奇逊顿 | 1910年2月14日  | 1911年2月6日             | 357天     |      |                            |
| 4           | 拉姆齐·麦克唐纳 (1866–1937) (第一次) |                              | 莱斯特                   | 1911年2月6日   | 1914年8月5日             | 3年180天  |      |                            |
| 5           | 阿瑟·亨德森 (1863–1935) (第二次)     |                              | 巴纳德城堡               | 1914年8月5日   | 1917年10月24日           | 3年80天   |      |                            |
| 5           | 阿瑟·亨德森 (1863–1935) (第二次)     | 大卫·劳合·乔治 1916–22       | 巴纳德城堡               | 1914年8月5日   | 1917年10月24日           | 3年80天   |      |                            |
| 6           | 威廉·亞當森 (1863–1936)              |                              | 西法夫                   | 1917年10月24日 | 1921年2月14日            | 3年113天  |      |                            |
| 7           | 約翰·羅伯特·西里斯 (1869–1949)       |                              | 曼切斯特普拉廷           | 1921年2月14日  | 1922年11月21日           | 1年280天  |      |                            |
| 7           | 約翰·羅伯特·西里斯 (1869–1949)       | 博納·勞 1922–23              | 曼切斯特普拉廷           | 1921年2月14日  | 1922年11月21日           | 1年280天  |      |                            |
| 8           | 拉姆齐·麦克唐纳 (1866–1937) (第二次) |                              | 亚伯拉昂                 | 1922年11月21日 | 1931年8月28日            | 8年284天  |      |                            |
| 8           | 拉姆齐·麦克唐纳 (1866–1937) (第二次) | 斯坦利·鲍德温 1923–24        | 亚伯拉昂                 | 1922年11月21日 | 1931年8月28日            | 8年284天  |      |                            |
| 8           | 拉姆齐·麦克唐纳 (1866–1937) (第二次) | 他自己 1924                  | 亚伯拉昂                 | 1922年11月21日 | 1931年8月28日            | 8年284天  |      |                            |
| 8           | 拉姆齐·麦克唐纳 (1866–1937) (第二次) | 鲍德温 1924–29               | 亚伯拉昂                 | 1922年11月21日 | 1931年8月28日            | 8年284天  |      |                            |
| 8           | 拉姆齐·麦克唐纳 (1866–1937) (第二次) | 他自己 1929–31               | 亚伯拉昂                 | 1922年11月21日 | 1931年8月28日            | 8年284天  |      |                            |
| 9           | 阿瑟·亨德森 (1863–1935) (第三次)     |                              | 伯恩利                   | 1931年8月28日  | 1932年10月25日           | 1年54天   |      | 麦克唐纳 1931–35           |
| 10          | 乔治·兰斯伯里 (1859–1940)            |                              | 堡区和堡贝门利           | 1932年10月25日 | 1935年10月8日            | 2年348天  |      | 麦克唐纳 1931–35           |
| 11          | 克莱门特·艾德礼 (1883–1967)          |                              | 莱姆豪斯                 | 1935年10月8日  | 1955年12月7日            | 20年67天  |      | 鲍德温 1935–37             |
| 11          | 克莱门特·艾德礼 (1883–1967)          | 内维尔·张伯伦 1937–40        | 莱姆豪斯                 | 1935年10月8日  | 1955年12月7日            | 20年67天  |      |                            |
| 11          | 克莱门特·艾德礼 (1883–1967)          | 温斯顿·丘吉尔 1940–45        | 莱姆豪斯                 | 1935年10月8日  | 1955年12月7日            | 20年67天  |      |                            |
| 11          | 克莱门特·艾德礼 (1883–1967)          | 他自己 1945–51               | 莱姆豪斯                 | 1935年10月8日  | 1955年12月7日            | 20年67天  |      |                            |
| 11          | 克莱门特·艾德礼 (1883–1967)          | 丘吉尔 1951–55               | 莱姆豪斯                 | 1935年10月8日  | 1955年12月7日            | 20年67天  |      |                            |
| 11          | 克莱门特·艾德礼 (1883–1967)          | 安東尼·艾登 1955–57          | 莱姆豪斯                 | 1935年10月8日  | 1955年12月7日            | 20年67天  |      |                            |
| 11 （署理） | 赫伯特·莫里森 (1906–1963)            |                              | 路易咸南                 | 1955年12月7日  | 1955年12月14日           | 7天       |      |                            |
| 12          | 休·蓋茨克 (1906–1963)                |                              | 南利兹                   | 1955年12月14日 | 1963年1月18日 (卒于任内) | 7年35天   |      |                            |
| 12          | 休·蓋茨克 (1906–1963)                | 哈羅德·麥美倫 1957–63        | 南利兹                   | 1955年12月14日 | 1963年1月18日 (卒于任内) | 7年35天   |      |                            |
| 12 （署理） | 佐治·布朗× (1914–1985)               |                              | 贝尔珀                   | 1963年1月18日  | 1963年2月14日            | 27天      |      |                            |
| 13          | 哈罗德·威尔逊 (1916–1995)            |                              | 惠顿                     | 1963年2月14日  | 1976年4月5日             | 13年51天  |      |                            |
| 13          | 哈罗德·威尔逊 (1916–1995)            | 亞歷克·道格拉斯-休姆 1963–64 | 惠顿                     | 1963年2月14日  | 1976年4月5日             | 13年51天  |      |                            |
| 13          | 哈罗德·威尔逊 (1916–1995)            | 他自己 1964–70               | 惠顿                     | 1963年2月14日  | 1976年4月5日             | 13年51天  |      |                            |
| 13          | 哈罗德·威尔逊 (1916–1995)            | 爱德华·希思 1970–74          | 惠顿                     | 1963年2月14日  | 1976年4月5日             | 13年51天  |      |                            |
| 13          | 哈罗德·威尔逊 (1916–1995)            | 他自己 1974–76               | 惠顿                     | 1963年2月14日  | 1976年4月5日             | 13年51天  |      |                            |
| 14          | 詹姆斯·卡拉汉 (1912–2005)            |                              | 东南加的夫               | 1976年4月5日   | 1980年11月10日           | 4年212天  |      | 他自己 1976–79             |
| 14          | 詹姆斯·卡拉汉 (1912–2005)            | 玛格丽特·撒切尔 1979–90      | 东南加的夫               | 1976年4月5日   | 1980年11月10日           | 4年212天  |      |                            |
| 15          | 邁克爾·富特 (1913–2010)              |                              | 艾碧谷                   | 1980年11月10日 | 1983年10月2日            | 2年333天  |      |                            |
| 16          | 尼尔·基诺克 (1942–)                  |                              | 伊斯卢因                 | 1983年10月2日  | 1992年7月18日            | 8年290天  |      |                            |
| 16          | 尼尔·基诺克 (1942–)                  | 约翰·梅杰 1990–97            | 伊斯卢因                 | 1983年10月2日  | 1992年7月18日            | 8年290天  |      |                            |
| 17          | 约翰·史密斯 (1938–1994)              |                              | 东芒克兰斯               | 1992年7月18日  | 1994年5月12日 (卒于任内) | 1年298天  |      |                            |
| 17 （署理） | 玛格丽特·贝克特× (1943–)             |                              | 南德比                   | 1994年5月12日  | 1994年7月21日            | 70天      |      |                            |
| 18          | 托尼·布莱尔 (1953–)                  |                              | 塞奇菲尔德               | 1994年7月21日  | 2007年6月24日            | 12年338天 |      |                            |
| 18          | 托尼·布莱尔 (1953–)                  | 他自己                       | 塞奇菲尔德               | 1994年7月21日  | 2007年6月24日            | 12年338天 |      |                            |
| 19          | 戈登·布朗 (1951–)                    |                              | 柯科迪和考登毕斯         | 2007年6月24日  | 2010年5月11日            | 2年320天  |      | 他自己                     |
| 19 （署理） | 夏雅雯× (1950–) (第一次署任)         |                              | 坎伯韦尔和佩卡姆         | 2010年5月11日  | 2010年9月25日            | 138天     |      | 戴维·卡梅伦 2010–16        |
| 20          | 文立彬 (1969–)                       |                              | 北唐卡斯特               | 2010年9月25日  | 2015年5月8日             | 4年225天  |      | 戴维·卡梅伦 2010–16        |
| 20 （署理） | 夏雅雯× (1950–) (第二次署任)         |                              | 坎伯韦尔和佩卡姆         | 2015年5月8日   | 2015年9月12日            | 127天     |      | 戴维·卡梅伦 2010–16        |
| 21          | 杰里米·科尔宾 (1949–)                |                              | 北伊斯灵顿               | 2015年9月12日  | 2020年4月4日             | 4年205天  |      | 戴维·卡梅伦 2010–16        |
| 21          | 杰里米·科尔宾 (1949–)                | 文翠珊 2016–19               | 北伊斯灵顿               | 2015年9月12日  | 2020年4月4日             | 4年205天  |      |                            |
| 21          | 杰里米·科尔宾 (1949–)                | 鲍里斯·约翰逊 2019–22        | 北伊斯灵顿               | 2015年9月12日  | 2020年4月4日             | 4年205天  |      |                            |
| 22          | 施紀賢 (1962–)                       |                              | 霍本和圣潘克拉斯         | 2020年4月4日   | 現任                     | 5年37天   |      |                            |
| 22          | 施紀賢 (1962–)                       | 卓慧思 2022                  | 霍本和圣潘克拉斯         | 2020年4月4日   | 現任                     | 5年37天   |      |                            |
| 22          | 施紀賢 (1962–)                       | 里希·蘇納克 2022–24          | 霍本和圣潘克拉斯         | 2020年4月4日   | 現任                     | 5年37天   |      |                            |
| 22          | 施紀賢 (1962–)                       | 他自己 2024–                 | 霍本和圣潘克拉斯         | 2020年4月4日   | 現任                     | 5年37天   |      |                            |

注释： ×表示由于时任党魁死亡或辞职而由副党魁暂时代理，直到新领袖产生。乔治·布朗在休·蓋茨克病逝后代理，玛格丽特·贝克特在约翰·史密斯逝世后代理。哈莉特·哈曼在戈登·布朗和爱德·米利班德辞职后两次代理。
党魁特别是曾任首相的话，获封贵族爵位是常见的，如克莱门特·艾德礼和哈罗德·威尔逊。然而，尽管没有担任过首相，尼尔·基诺克也获封男爵而进入上院，迈克尔·富特则拒绝受封。
目前有五位在世的工党前任党魁：
- 尊敬的 尼尔·基诺克阁下（男爵）
- 尊敬的 托尼·布莱尔阁下（枢密院成员）
- 尊敬的 戈登·布朗阁下（枢密院成员）
- 尊敬的 文立彬阁下（枢密院成员）
- 尊敬的 杰里米·科尔宾阁下

### 書籍
- Charles Clarke and Toby S. James (2015).  British Labour Leaders.（《英国工党领袖》）  Biteback: London.

### 網站
1. ↑  Thorpe, Andrew. (2001) A History Of The British Labour Party, Palgrave, ISBN 0-333-92908-X
2. ↑  Leeds de Melo, J. . Routledge. 2003: 202 p.
3. ↑   [工党领袖]. election.demon.co.uk. United Kingdom Election Results.   [30 June 2015]. （原始内容存档于2018-04-24）.